# Kowloon Generic Romance
Kowloon Generic Romance (九龍ジェネリックロマンス, Kūron Jenerikku Romansu) est un seinen manga écrit et dessiné par Jun Mayuzuki. Il est prépublié depuis le 7 novembre 2019 dans le Weekly Young Jump, puis publié en volumes reliés par l'éditeur japonais Shūeisha. La version française est éditée par Kana depuis mai 2021. 
La diffusion d’une adaptation en série télévisée d'animation est en cours depuis le 5 avril 2025.

## Synopsis
Passé, présent et futur se confondent dans le labyrinthe des rues du quartier malfamé de Kowloon où vivent des personnages nostalgiques. Une romance idéale dépeignant brillamment les relations et les désirs secrets de deux trentenaires dont le quotidien est teinté d’extraordinaire.

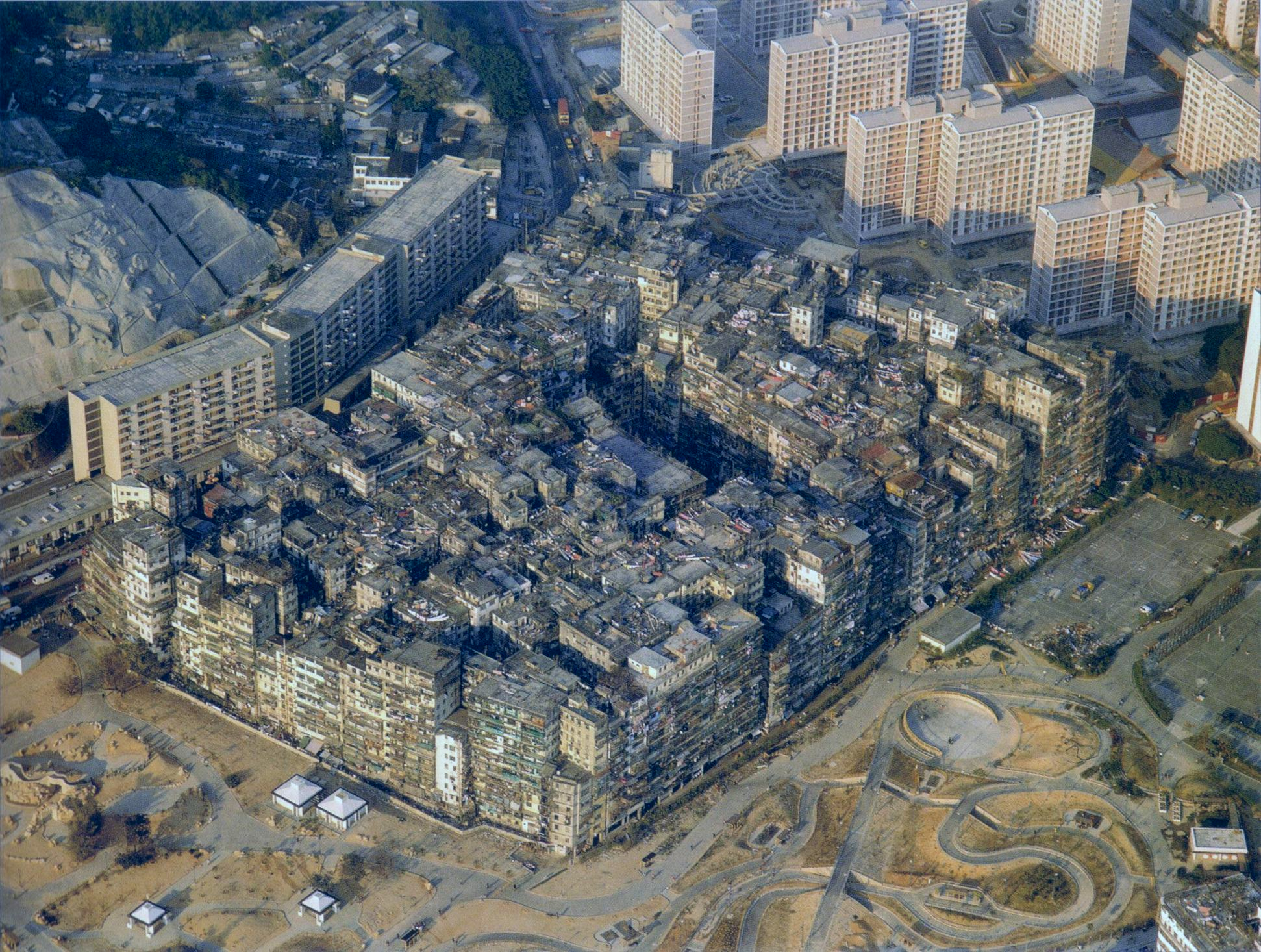
Photo aérienne de la Citadelle de Kowloon(1989) où se déroule l'intrigue

## Personnages

### Personnages principaux
Reiko Kujirai (鯨井 令子, Kujirai Reiko)
Femme trentenaire travaillant dans une agence immobilière de Kowloon. Elle aime manger de la pastèque en fumant et découvrir de nouvelles choses.
Hajime Kudô (工藤 発, Kudō Hajime)
Homme trentenaire collègue de Kujirai. Amoureux de Kowloon et grand nostalgique, il déteste le changement et ne jure que par ce qu'il connait déjà.

### Personnages secondaires
Miyuki Hebinuma (蛇沼みゆき, Hebinuma Miyuki)
Célèbre président de la société pharmaceutique Hebinuma.
Gwen (グエン, Guen)
Serveur au salon de thé "le poisson rouge" et vieil ami de Kudou.
Shaohei (小黒, Shaohei)
Elle vit dans la rue Nantong à Kowloon. Elle travaille à temps partiel ici et là, et croise fréquemment Kujirai et Kudô.
Yômei (陽明, Yōmei)
Couturière habitant Kowloon et amie de Kujirai. Elle a eu recours à la chirurgie esthétique afin de devenir une nouvelle personne et d'abandonner son passé.

## Manga
Le premier chapitre de Kowloon Generic Romance est publié depuis le 7 novembre 2019 dans le Weekly Young Jump,. Depuis, la série est éditée sous forme de volumes reliés par Shūeisha et compte 11 tomes en avril 2025. La version française est publiée par Kana à partir du 21 mai 2021.

### Liste des volumes
| no                                    | Japonais         | Japonais          | Français          | Français          |
| no                                    | Date de sortie   | ISBN              | Date de sortie    | ISBN              |
| ------------------------------------- | ---------------- | ----------------- | ----------------- | ----------------- |
| 1                                     | 19 février 2020  | 978-4-08-891488-6 | 21 mai 2021       | 978-2-50-508991-9 |
| Liste des chapitres : Chapitres 1-8   |                  |                   |                   |                   |
| 2                                     | 17 juillet 2020  | 978-4-08-891532-6 | 3 septembre 2021  | 978-2-50-508992-6 |
| Liste des chapitres : Chapitres 9-17  |                  |                   |                   |                   |
| 3                                     | 19 novembre 2020 | 978-4-08-891728-3 | 14 janvier 2022   | 978-2-50-508993-3 |
| Liste des chapitres : Chapitres 18-26 |                  |                   |                   |                   |
| 4                                     | 19 février 2021  | 978-4-08-891829-7 | 18 mars 2022      | 978-2-50-511475-8 |
| Liste des chapitres : Chapitres 27-35 |                  |                   |                   |                   |
| 5                                     | 18 juin 2021     | 978-4-08-892012-2 | 3 juin 2022       | 978-2-50-511476-5 |
| Liste des chapitres : Chapitres 36-44 |                  |                   |                   |                   |
| 6                                     | 19 novembre 2021 | 978-4-08-892131-0 | 23 septembre 2022 | 978-2-50-511477-2 |
| Liste des chapitres : Chapitres 45-53 |                  |                   |                   |                   |
| 7                                     | 18 mai 2022      | 978-4-08-892271-3 | 17 mars 2023      | 978-2-50-512022-3 |
| Liste des chapitres : Chapitres 54-61 |                  |                   |                   |                   |
| 8                                     | 19 décembre 2022 | 978-4-08-892433-5 | 22 septembre 2023 | 978-2-50-512023-0 |
| Liste des chapitres : Chapitres 63-70 |                  |                   |                   |                   |
| 9                                     | 19 octobre 2023  | 978-4-08-892863-0 | 26 avril 2024     | 978-2-50-512636-2 |
| Liste des chapitres : Chapitres 71-78 |                  |                   |                   |                   |
| 10                                    | 18 octobre 2024  | 978-4-08-893267-5 | 23 mai 2025       | 978-2-50-512656-0 |
| Liste des chapitres : Chapitres 79-87 |                  |                   |                   |                   |
| 11                                    | 17 avril 2025    | 978-4-08-893715-1 |                   |                   |
| Liste des chapitres : Chapitres 88-95 |                  |                   |                   |                   |

## Réception
En 2020, le manga a fait partie des 50 nommés pour la 6e édition des Next Manga Award. Kowloon Generic Romance s'est classé 3e sur la liste Kono Manga ga sugoi! de Takarajimasha des meilleurs mangas de 2021 pour les lecteurs masculins,. Kowloon Generic Romance a été nommé pour le 14e Grand prix du manga en 2021 et s'est classé 9e avec 46 points,.

### Sources
1. ↑  « Kowloon Generic Romance (TV) », sur Anime News Network (consulté le 6 avril 2025)
2. ↑  « Le nouveau manga de Jun Mayuzuki (After the Rain) arrive le 7 novembre (Mise à jour) », sur Anime News Network, 17 octobre 2019 (consulté le 15 février 2022)
3. ↑  (ja) « 「恋雨」の眉月じゅんが、九龍城砦を舞台に描く“日常大人ロマンス”がYJで », sur natalie.mu,‎ 7 novembre 2019 (consulté le 15 février 2022)
4. ↑  « NOUVEAUTÉS MANGA 2021 : AVRIL – MAI », sur kana.fr
5. ↑  (ja) « コミックス部門 結果発表 - 次にくるマンガ大賞 2020 », sur tsugimanga.jp (consulté le 15 février 2022)
6. ↑  (ja) « 【2020.12.10更新】『このマンガがすごい！2021』今年のランキングTOP10を大公開!!【公式発表】 », sur konomanga.jp,‎ 10 décembre 2021 (consulté le 15 février 2022)
7. ↑  « Voici les résultats du Kono Manga ga Sugoi! 2021 », sur Anime News Network, 20 décembre 2020 (consulté le 15 février 2022)
8. ↑  « Voici la liste des nommés au 14e Manga Taisho Awards », sur Anime News Network, 25 janvier 2021 (consulté le 15 février 2022)
9. ↑  (ja) « マンガ大賞2021、大賞は山田鐘人・アベツカサ「葬送のフリーレン」 », sur natalie.mu,‎ 16 mars 2021 (consulté le 15 février 2022)

### Œuvres
Édition japonaise
1. 1 2  Tome 1
2. 1 2  Tome 2
3. 1 2  Tome 3
4. 1 2  Tome 4
5. 1 2  Tome 5
6. 1 2  Tome 6
7. 1 2  Tome 7
8. 1 2  Tome 8
9. 1 2  Tome 9
10. 1 2  Tome 10
11. 1 2  Tome 11

Édition française
1. 1 2  Tome 1
2. 1 2  Tome 2
3. 1 2  Tome 3
4. 1 2  Tome 4
5. 1 2  Tome 5
6. 1 2  Tome 6
7. 1 2  Tome 7
8. 1 2  Tome 8
9. 1 2  Tome 9
10. 1 2  Tome 10